# Holy Trinity Church (Richmond)

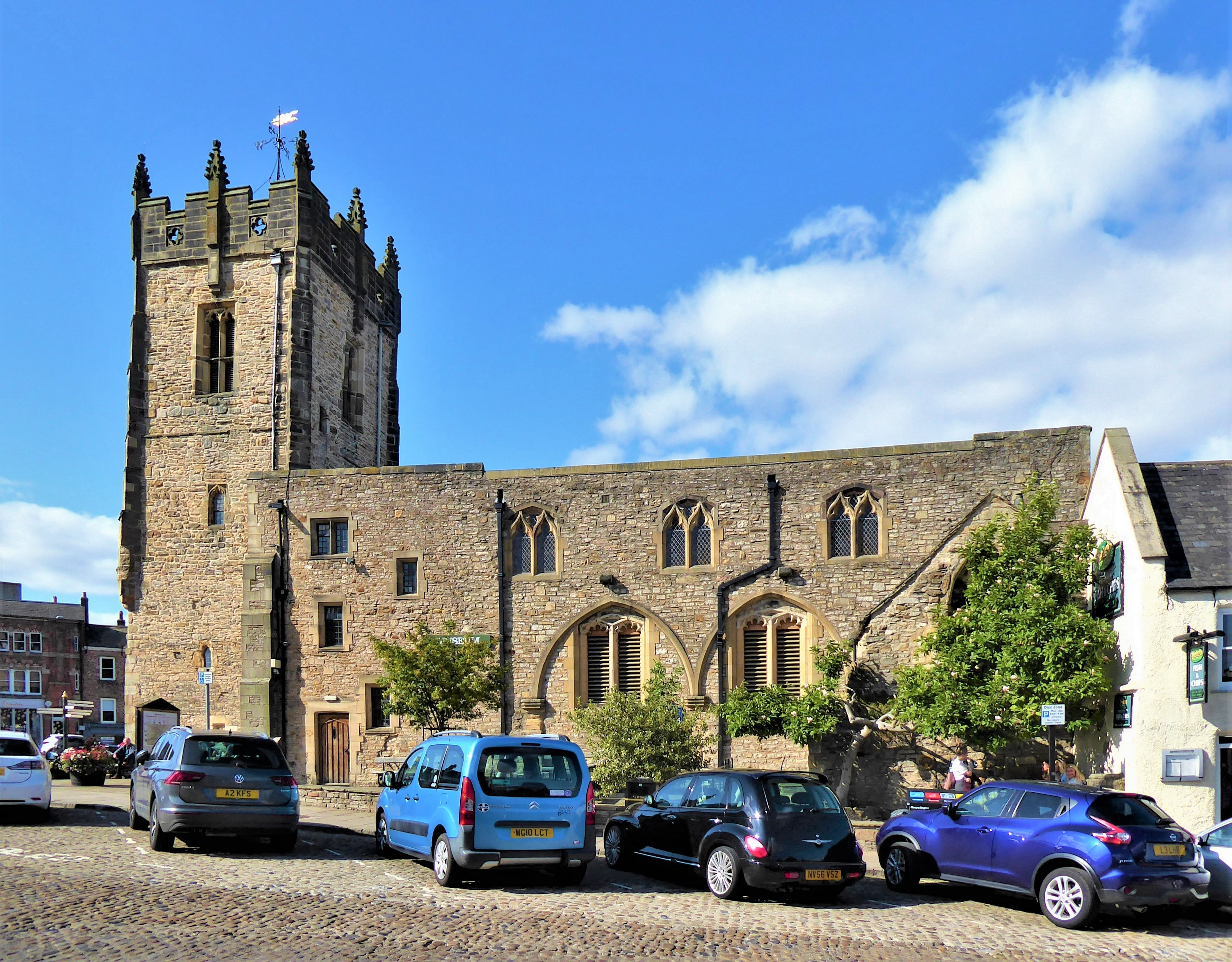
Die frühere Holy Trinity Church, Ansicht von Süden mit den vermauerten Arkaden, die sich zum abgerissenen Seitenschiff geöffnet haben.

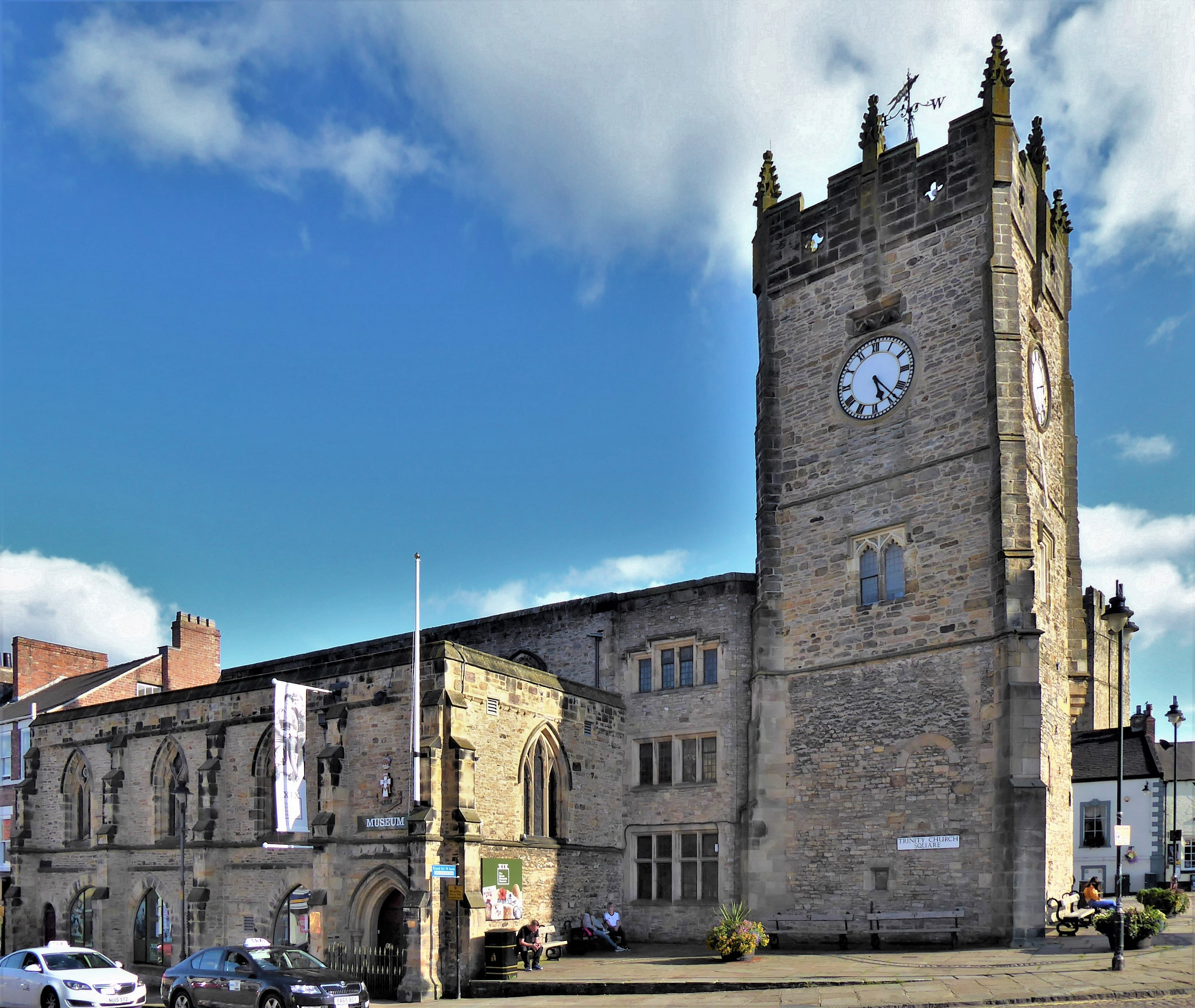
Ansicht von Nordwesten

Die Holy Trinity Church ist ein profaniertes Kirchengebäude in Richmond in North Yorkshire in Großbritannien, das heute mit dem Green Howards Regimental Museum ein Militärmuseum beherbergt. Das Bauwerk ist seit 1952 als Kulturdenkmal der Kategorie Grade I eingestuft.

## Geschichte
Die älteste urkundliche Erwähnung einer Kirche auf dem Marktplatz direkt unterhalb von Richmond Castle geht auf das Jahr 1125 zurück, als das Gotteshaus in Verbindung mit der Benediktinerabtei St Mary in York erwähnt wurde. Zu dieser Zeit diente die Holy Trinity Church als Burgkapelle, während die Kirche St Mary the Virgin am östlichen Ortsrand von Richmond als Pfarrkirche diente. Die romanische Kapelle wurde im 14. und 15. Jahrhundert durch den heute nur noch im Kern erhaltenen gotischen Bau in Form einer Basilika ersetzt. Im Westturm, der im 15. Jahrhundert errichtet wurde, sowie in der westlichen Hälfte des Kirchenschiffs befinden sich moderne Verwaltungsräume im Stil des 17. Jahrhunderts. Der Chorraum, das südliche Seitenschiff und das Querhaus, von dem teilweise Ruinen erhalten sind, wurden abgerissen und durch Geschäfte und eine Wohnbebauung ersetzt. 1864 erfolgte eine grundlegende Renovierung des Bauwerks. 1973 wurde hier das Green Howards Regimental Museum eingerichtet.